# 1983
1983. је била проста година.

## Догађаји

### Јануар
- 3. јануар — Вулкан Килауеа на Хавајима је започео ерупцију која још увек непрекидно траје.
- 19. јануар — Боливијска полиција је ухапсила Клауса Барбија, нацистички команданта Лиона у Француској под немачком окупацијом у Другом светском рату.
- 19. јануар — Епл је представио Apple Lisa, свој први комерцијални лични рачунар са графичким корисничким интерфејсом и рачунарским мишом.

### Фебруар
- 7. фебруар — Иран отпочиње инвазију на југоисточни део Ирака.

### Март
- 9. март — Двојица јерменских атентатора су убили турски амбасадора Галипија Балкара убијен у Београду.[1]
- 23. март — Амерички председник Роналд Реган је у телевизијском обраћању представио Стратешку одбрамбену иницијативу, план развоја технологије пресретања и обарања непријатељских балистичких ракета.

### Април
- 18. април — Бомбаш-самоубица улетео колима у америчку амбасаду у Бејруту и детонирао бомбу, усмртивши најмање 63 особе и ранивши више од 100.

### Мај
- 15. мај — Мика Шпиљак изабран за председника Председништва СФРЈ.
- 17. мај — Либан, Израел и САД су потписали споразум о повлачењу израелске војске из Либана.
- 25. мај — Филм Повратак Џедаја је премијерно приказан у биоскопима

### Јун
- 13. јун — Сонда Пионир 10 је прошла орбиту Нептуна, поставши први објекат створен човековом руком који је напустио близину великих планета Сунчевог система.

### Јул
- 20. јул — Пољска влада је објавила крај ванредног стања у земљи и амнестију политичких притвореника.
- 21. јул — Најнижа забележена температура на свету на насељеној локацији од −89,2 °C је измерена у станици Восток на Антарктику.

### Август
- 21. август — Вођа филипинске опозиције Бењино Акино убијен по изласку из авиона на аеродрому у Манили приликом повратка из трогодишњег избеглиштва у САД.

### Септембар
- 1. септембар — Совјетски борбени авион је близу острва Сахалин оборио јужнокорејски авион „Боинг 747“, у којем је погинуло свих 240 путника и 29 чланова посаде.
- 16. септембар — Амерички председник Роналд Реган је објавио да ће ГПС постати доступан у цивилне сврхе.
- 18. септембар — Америчка рок група Кис се на МТВ-ју први пут појавила у јавности без маски.
- 19. септембар — Сент Китс и Невис су постали независна држава.
- 26. септембар — Совјетски официр Станислав Петров је спречио светски нуклеарни рат тако што је исправно протумачио упозорење о америчком ракетном нападу као лажни аларм.
- 27. септембар — Јавности објављен ГНУ пројекат.

### Октобар
- 13. октобар — Моторола y Чикагу представила први комерцијални модел мобилног телефона.
- 19. октобар — Премијер Гренаде Морис Бишоп и још 40 особа је убијено у државном удару.
- 23. октобар — У нападу камионима напуњеним експлозивом на штаб америчких маринаца у Бејруту и оближњу зграду у којој су били француски војници погинуо 241 амерички војник и 58 француских.
- 25. октобар — Војска САД је извршила инвазију на карипску острвску државу Гренаду, пошто су левичарске снаге извеле државни удар.

### Новембар
- 7. новембар — Почела је вежба НАТО пакта Моћни стрелац 83, што је совјетско руководство протумачило као увод у напад нуклеарним оружјем.

### Децембар
- 19. децембар — Трофеј Жила Римеа је украден из зграде фудбалског савеза Бразила и до 2018. још увек није пронађен.
- 31. децембар — Брунеј је добио независност од Уједињеног Краљевства.

### Датум непознат
- Википедија:Непознат датум — Годишња конференција UNCTAD-a.

## Рођења

### Јануар
- 2. јануар — Кејт Бозворт, америчка глумица и модел[2]
- 8. јануар — Бојан Бакић, црногорски кошаркаш
- 11. јануар — Андре Мирер, шведски алпски скијаш[3]
- 13. јануар — Ендер Арслан, турски кошаркаш[4]
- 13. јануар — Рони Туријаф, француски кошаркаш[5]
- 14. јануар — Александар Гајић, српски кошаркаш[6]
- 17. јануар — Алваро Арбелоа, шпански фудбалер[7]
- 18. јануар — Јелена Гавриловић, српска глумица[8]
- 19. јануар — Утада Хикару, јапанско-америчка музичарка и музичка продуценткиња[9]
- 21. јануар — Саша Стојановић, српски фудбалер[10]
- 22. јануар — Марчело, српски писац и хип-хоп музичар
- 25. јануар — Слободан Никић, српски ватерполиста[11]
- 25. јануар — Ивана Бркљачић, хрватска атлетичарка[12]
- 30. јануар — Славко Вранеш, црногорски кошаркаш[13]
- 31. јануар — Фабио Кваљарела, италијански фудбалер[14]

### Фебруар
- 1. фебруар — Кевин Мартин, амерички кошаркаш[15]
- 4. фебруар — Миљан Пуповић, српски кошаркаш[16]
- 7. фебруар — Сами Мехија, доминиканско-амерички кошаркаш[17]
- 13. фебруар — Бојан Поповић, српски кошаркаш[18]
- 14. фебруар — Никола Ковачевић, српски одбојкаш
- 14. фебруар — Марин Розић, хрватски кошаркаш[19]
- 17. фебруар — Селита Ебанкс, кајманска манекенка и глумица[20]
- 17. фебруар — Мухамад Масад, фудбалер Саудијске Арабије[21]
- 17. фебруар — Попи Морган, енглеска порнографска глумица, модел и режисерка[22]
- 21. фебруар — Мелани Лоран, француска глумица, сценаристкиња, режисерка и музичарка[23]
- 22. фебруар — Марко Самарџић, српски одбојкаш[24]
- 23. фебруар — Емили Блант, енглеска глумица[25]
- 23. фебруар — Симона Молинари, италијанска кантауторка
- 25. фебруар — Едуардо Алвес да Силва, бразилско-хрватски фудбалер[26]
- 26. фебруар — Сергеј Биков, руски кошаркаш[27]
- 26. фебруар — Пепе, португалски фудбалер[28]
- 27. фебруар — Кејт Мара, америчка глумица[29]

### Март
- 1. март — Мирко Ковач, српски кошаркаш[30]
- 1. март — Лупита Нјонго, кенијско-мексичка глумица[31]
- 2. март — Рејчел Рокс, америчка порнографска глумица[32]
- 5. март — Ђорђе Туторић, српски фудбалер[33]
- 9. март — Клинт Демпси, амерички фудбалер[34]
- 10. март — Кари Андервуд, америчка музичарка[35]
- 11. март — Ана Кокић, српска певачица
- 12. март — Урош Лучић, српски кошаркаш
- 14. март — Кристапс Јаниченокс, летонски кошаркаш
- 15. март — Костас Кајмакоглу, грчки кошаркаш
- 15. март — Марко Мариновић, српски кошаркаш и кошаркашки тренер[36]
- 17. март — Раул Меирелес, португалски фудбалер[37]
- 20. март — Маријана Мићић, српска ТВ водитељка и глумица[38]
- 21. март — Софија Замоло, аргентинска ТВ водитељка и модел[39]
- 23. март — Диџон Томпсон, амерички кошаркаш
- 24. март — Карим Саиди, фудбалер Туниса[40]
- 25. март — Жолт Дер, српски бициклиста[41]
- 27. март — Небојша Јовановић, српски бициклиста[42]
- 29. март — Душан Ђорђевић, српски кошаркаш
- 30. март — Ана Марковић, српска глумица[43]

### Април
- 4. април — Бен Гордон, британско-амерички кошаркаш[44]
- 4. април — Аманда Ригети, америчка глумица[45]
- 7. април — Франк Рибери, француски фудбалер
- 10. април — Боби Диксон, америчко-турски кошаркаш
- 11. април — Бред Олесон, америчко-шпански кошаркаш[46]
- 12. април — Јелена Докић, српска тенисерка
- 12. април — Девин Смит, амерички кошаркаш[47]
- 13. април — Клаудио Браво, чилеански фудбалски голман[48]
- 13. април — Марко Шутало, босанскохерцеговачко-српски кошаркаш[49]
- 15. април — Сергеј Моња, руски кошаркаш[50]
- 16. април — Џена Брукс, америчка порнографска глумица[51]
- 16. април — Џејси Керол, америчко-азербејџански кошаркаш[52]
- 17. април — Јаков Владовић, хрватски кошаркаш
- 20. април — Дени Грејнџер, амерички кошаркаш[53]
- 20. април — Миранда Кер, аустралијски модел[54]
- 23. април — Данијела Хантухова, словачка тенисерка
- 30. април — Ненад Милијаш, српски фудбалер[55]
- 30. април — Никола Селаковић, српски правник и политичар

### Мај
- 1. мај — Фран Васкез, шпански кошаркаш
- 2. мај — Тина Мазе, словеначка алпска скијашица[56]
- 5. мај — Хенри Кавил, британски глумац[57]
- 6. мај — Дани Алвес, бразилски фудбалер[58]
- 6. мај — Габореј Сидибе, америчка глумица[59]
- 9. мај — Жил Милер, луксембуршки тенисер[60]
- 11. мај — Холи Валанс, аустралијска глумица, певачица и модел[61]
- 12. мај — Аксел Ервел, белгијски кошаркаш[62]
- 13. мај — Јаја Туре, фудбалер из Обале Слоноваче[63]
- 14. мај — Урош Слокар, словеначки кошаркаш[64]
- 16. мај — Ненси Ажрам, либанска певачица[65]
- 16. мај — Маја Милош, српска редитељка и сценаристкиња
- 17. мај — Данко Лазовић, српски фудбалер[66]
- 19. мај — Вивика Рај, америчка порнографска глумица и модел
- 22. мај — Микаел Желабал, француски кошаркаш[67]
- 24. мај — Струка, српски хип хоп музичар
- 25. мај — Марселињо Уертас, бразилско-италијански кошаркаш[68]

### Јун
- 1. јун — Силвија Хукс, холандска глумица[69]
- 4. јун — Гиљермо Гарсија-Лопез, шпански тенисер[70]
- 8. јун — Ким Клајстерс, белгијска тенисерка[71]
- 9. јун — Алектра Блу, америчка порнографска глумица[72]
- 9. јун — Марина Лизоркина, руска певачица, најпознатија као чланица групе Серебро[73]
- 9. јун — Двејн Џоунс, амерички кошаркаш[74]
- 10. јун — Лили Собијески, америчка глумица[75]
- 13. јун — Dub FX, аустралијски музичар и улични извођач
- 13. јун — Ребека Линарес, шпанска порнографска глумица[76]
- 14. јун — Луј Гарел, француски глумац, редитељ и сценариста[77]
- 17. јун — Ли Рајан, енглески музичар и глумац, најпознатији као члан групе Blue[78]
- 19. јун — Лука Аскани, италијански бициклиста
- 19. јун — Маклемор, амерички музичар[79]
- 19. јун — Марк Селби, енглески играч снукера[80]
- 19. јун — Ејдан Тарнер, ирски глумац[81]
- 20. јун — Џош Чилдрес, амерички кошаркаш[82]
- 26. јун — Фелипе Мело, бразилски фудбалер[83]
- 27. јун — Никола Ракочевић, српски глумац[84]
- 29. јун — Марина Тадић, српска певачица
- 30. јун — Шерил, енглеска певачица[85]

### Јул
- 2. јул — Мишел Бранч, америчка музичарка и глумица[86]
- 3. јул — Ристо Лакић, црногорски фудбалер[87]
- 4. јул — Изабели Фонтана, бразилски модел[88]
- 10. јул — Јулија Вакуленко, украјинска тенисерка[89]
- 14. јул — Игор Андрејев, руски тенисер[90]
- 14. јул — Милош Мирковић, босанскохерцеговачко-српски кошаркаш[91]
- 21. јул — Милан Јовановић, српско-црногорски фудбалер
- 24. јул — Данијеле Де Роси, италијански фудбалер[92]
- 25. јул — Ненад Крстић, српски кошаркаш[93]
- 26. јул — Делонте Вест, амерички кошаркаш[94]
- 28. јул — Владимир Стојковић, српски фудбалски голман[95]
- 30. јул — Вук Радивојевић, српски кошаркаш[96]

### Август
- 4. август — Грета Гервиг, америчка глумица, редитељка, сценаристкиња и продуценткиња[97]
- 6. август — Робин ван Перси, холандски фудбалер[98]
- 6. август — Данило Мијатовић, српски кошаркаш[99]
- 7. август — Брит Марлинг, америчка глумица, сценаристкиња и продуценткиња[100]
- 7. август — Гојко Пијетловић, српски ватерполиста[101]
- 8. август — Ивана Ђерисило, српска одбојкашица[102]
- 9. август — Сања Кужет, српска ТВ водитељка[103]
- 11. август — Крис Хемсворт, аустралијски глумац[104]
- 12. август — Мерјем Узерли, турско-немачка глумица[105]
- 12. август — Клас-Јан Хунтелар, холандски фудбалер[106]
- 14. август — Мила Кунис, украјинско-америчка глумица[107]
- 15. август — Лари О’Банон, амерички кошаркаш[108]
- 16. август — Никос Зисис, грчки кошаркаш
- 18. август — Мика, либанско-енглески музичар[109]
- 19. август — Миси Хигинс, аустралијска музичарка и глумица[110]
- 20. август — Ендру Гарфилд, америчко-британски глумац[111]
- 20. август — Јуриј Жирков, руски фудбалер[112]
- 27. август — Џамала, украјинска певачица и глумица
- 29. август — Јелена Марјановић, српска певачица (прем. 2016)[113]
- 31. август — Милан Бишевац, српски фудбалер[114]

### Септембар
- 1. септембар — Хосе Антонио Рејес, шпански фудбалер (прем. 2019)[115]
- 2. септембар — Естебан Батиста, уругвајски кошаркаш
- 4. септембар — Гај Пнини, израелски кошаркаш
- 5. септембар — Душко Савановић, српски кошаркаш
- 7. септембар — Попс Менса-Бонсу, енглески кошаркаш
- 10. септембар — Жереми Тулалан, француски фудбалер[116]
- 10. септембар — Шон Џејмс, амерички кошаркаш[117]
- 11. септембар — Ђорђе Мићић, српски кошаркаш[118]
- 13. септембар — Марко Ломић, српски фудбалер[119]
- 14. септембар — Ејми Вајнхаус, енглеска музичарка (прем. 2011)
- 14. септембар — Виктор Савић, српски глумац[120]
- 15. септембар — Елтон Браун, амерички кошаркаш
- 15. септембар — Кит Лангфорд, амерички кошаркаш[121]
- 23. септембар — Марсело Мело, бразилски тенисер[122]
- 26. септембар — Рикардо Кварежма, португалски фудбалер[123]

### Октобар
- 1. октобар — Мирко Вучинић, црногорски фудбалер[124]
- 3. октобар — Теса Томпсон, америчка глумица и музичарка[125]
- 3. октобар — Фред, бразилски фудбалер[126]
- 5. октобар — Џеси Ајзенберг, амерички глумац, писац и драматург[127]
- 5. октобар — Флоријан Мајер, немачки тенисер[128]
- 5. октобар — Ники Хилтон, амерички модел и богата наследница[129]
- 16. октобар — Филип Колшрајбер, немачки тенисер[130]
- 16. октобар — Лорин, шведска певачица[131]
- 17. октобар — Данијел Кајмакоски, црногорски музичар
- 17. октобар — Фелисити Џоунс, енглеска глумица[132]
- 18. октобар — Божо Врећо, босанскохерцеговачки музичар
- 18. октобар — Данте, бразилски фудбалер[133]
- 19. октобар — Ребека Фергусон, шведска глумица[134]
- 20. октобар — Ник Кејнер Медли, америчко-азербејџански кошаркаш[135]
- 27. октобар — Марко Девић, украјинско-српски фудбалер[136]

### Новембар
- 1. новембар — Јелена Томашевић, српска певачица[137]
- 8. новембар — Бланка Влашић, хрватска атлетичарка[138]
- 8. новембар — Синан Гулер, турски кошаркаш[139]
- 11. новембар — Филип Лам, немачки фудбалер[140]
- 15. новембар — Фернандо Вердаско, шпански тенисер[141]
- 15. новембар — Александар Павловић, црногорско-српски кошаркаш[142]
- 16. новембар — Бвана, српски хип-хоп музичар
- 17. новембар — Јанис Бурусис, грчки кошаркаш[143]
- 18. новембар — Мајкл Досон, енглески фудбалер[144]
- 19. новембар — Адам Драјвер, амерички глумац[145]
- 22. новембар — Калина Ковачевић, српска глумица[146]
- 23. новембар — Јелена Костов, српска певачица
- 25. новембар — Александар Тришовић, српски фудбалер[147]
- 26. новембар — Рејчел Стар, америчка порнографска глумица[148]
- 28. новембар — Ана Горшкова, руска глумица и модел[149]
- 30. новембар — Дада, српски репер

### Децембар
- 2. децембар — Данијела Руа, америчка глумица[150]
- 12. децембар — Никола Игњатијевић, српски фудбалер[151]
- 14. децембар — Борка Томовић, српска глумица[152]
- 15. децембар — Камила Ана Лудингтон, енглеска глумица
- 16. децембар — Џои Дорси, амерички кошаркаш[153]
- 20. децембар — Ламин Дијара, сенегалски фудбалер[154]
- 20. децембар — Биљана Мишић, српска глумица[155]
- 20. децембар — Џона Хил, амерички глумац, редитељ, продуцент, сценариста и комичар[156]
- 22. децембар — Жозе Фонте, португалски фудбалер[157]
- 23. децембар — Блејк Шилб, америчко-чешки кошаркаш[158]
- 26. децембар — Александар Ванг, амерички модни дизајнер

## Смрти

### Фебруар
- 7. фебруар — Алфонсо Калцолари, италијански бициклиста. (* 1887)
- 22. фебруар — Ромен Мас, белгијски бициклиста (* 1912)[159]

### Март
- 13. март — Луизон Бобе, француски бициклиста (* 1925)[160]
- 15. март — Ребека Вест, енглеска књижевница (* 1892)

### Април
- 4. април — Глорија Свансон, америчка глумица[161]

### Мај
- 8. мај — Џон Фанте, амерички књижевник (*1909)[162]

### Јун
- 30. јун — Боро Андов, македонски песник (*1920)[163]

### Август
- 19. август — Александар Ранковић, југословенски политичар и народни херој (* 1909)

### Септембар
- 8. септембар — Антонен Мањ, француски бициклиста (* 1904)
- 10. септембар — Феликс Блох, амерички физичар (* 1905)[164]
- 25. септембар — Леополд III, белгијски краљ[165]

### Октобар
- 19. октобар — Морис Бишоп, гренадски политичар и револуционар
- 26. октобар — Алфред Тарски, пољски математичар и логичар (* 1901)[166]

### Новембар
- 10. новембар — Јалу Курек, пољски књижевник

### Децембар
- 25. децембар — Ђоан Миро, шпански сликар[167]
- 28. децембар — Денис Вилсон, амерички музичар[168]

## Нобелове награде
- Физика — Субраманијан Чандрасекар и Вилијам Алфред Фаулер
- Хемија — Хенри Тауб
- Медицина — Барбара Маклинток
- Књижевност — Вилијам Голдинг
- Мир — Лех Валенса (Пољска)
- Економија — Џерард Дебре (САД)